# Steve Valentine
Pour les articles homonymes, voir Valentine.
 (avril 2020).
Si vous disposez d'ouvrages ou d'articles de référence ou si vous connaissez des sites web de qualité traitant du thème abordé ici, merci de compléter l'article en donnant les références utiles à sa vérifiabilité et en les liant à la section « Notes et références ».
Steve Valentine, né le 26 octobre 1966 à Bishopbriggs, (Écosse, Royaume-Uni), est un acteur et magicien britannico-américain.

## Biographie
Il a joué autant au théâtre qu'à l'écran, mais il est surtout connu pour son interprétation de l'excentrique docteur Nigel Townsend dans la série télévisée produite par NBC Preuve à l'appui (Crossing Jordan). Par ailleurs, il enchaînera les apparitions épisodiques dans des séries télévisées populaires (Charmed, Dr House, Chuck, Drop Dead Diva, Monk, The Big Bang Theory...).
Il est aussi le présentateur et hôte de l'émission de télé-réalité Estate of Panic, le manoir de la peur (en).
Travaillant pour Disney, on a pu le voir dans des productions telles que Les Sorciers de Waverly Place, le film, Avalon High ou encore à l'affiche de la série I'm in the Band.
Il est aussi actif en doublage, prêtant notamment sa voix à Harry Flynn dans Uncharted 2: Among Thieves et Alistair dans la série de jeux vidéo Dragon Age.
En 2022 et 2023, il revient dans un rôle principal en interprétant le comte Dracula dans Monster High, le film (en) et Monster High 2 (en), adaptations de la franchise de poupées éponyme, sur Paramount+ et Nickelodeon.

## Filmographie

### Acteur

#### Longs métrages
- 1996 : Quand le Père Noël s'en mêle (Santa with Muscles): Dr Blight
- 1996 : Mars Attacks! : Directeur TV
- 1997 : Trojan War : Guy Ponytail
- 1998 : The Shrunken City : Ood Leader
- 1999 : Foreign Correspondents : Ian
- 1999 : La Muse (The Muse) : Directeur adjoint des Quatre Saisons
- 2000 : Le retour au jardin secret (Return to the Secret Garden) : Ellington
- 2000 : King of the Open Mics : Agent
- 2001 : Gabriela : Steven
- 2003 : Dead End : L'homme en noir
- 2007 : Spider-Man 3 : Photographe de mode
- 2008 : Remembering Phil : Miles Delaney
- 2009 : Le Drôle de Noël de Scrooge (A Christmas Carol) : Funerary Undertaker/Topper
- 2015 : The Walk : Rêver plus haut (The Walk) : Barry Greenhouse
- 2016 : The Midnight Man : Escort
- 2017 : Pup Star: Better 2Gether : Simon Growl

#### Dessins animés
- 2008 : Clochette et le Secret des fées (Secret of the Wings) : Ministre du printemps (voix)
- 2014 : M. Peabody et Sherman : Les Voyages dans le temps (Mr. Peabody & Sherman) : Ay (voix)
- 2016 : Pup Star : Simon Growl (voix)
- 2018 : Pup Star: World Tour : Simon Growl (voix)

#### Télévision

##### Séries télévisées
- 1995 : Mariés, deux enfants (saison 10, épisode 6) : Guy in Line
- 1996 : Melrose Place (saison 4, épisode 20) : Reporter
- 1996 : Night Stand (épisode 1x38, 1x44 & 2x20) : Incroyable Andy
- 1997 : Men Behaving Badly (saison 1, épisode 22) : Manager
- 1997 : Les dessous de Palm Beach (saison 7, épisode 5) : Nigel
- 1998 : Promised Land (saison 2, épisode 14) : Andrew Petrie
- 1998 : Diagnostic : Meurtre (saison 5, épisode 24) : Propriétaire de la galerie d'art
- 1998 : Le Flic de Shanghaï (saison 1, épisode 4) : Nigel
- 1998 : Amour, Gloire et Beauté (épisodes 2932 & 2933) : Directeur
- 1999 : Good Versus Evil (saison 1, épisode 10) : Desmond Rossmore
- 1999 : JAG (saison 5, épisode 6) : Professeur Pilkington
- 1999 : Will & Grace (saison 2, épisode 9) : Kai
- 1999-2000 : Beyond Belief: Fact or Fiction (saison 3, épisode 8) : Izzy Wilson
- 2000 : Providence (saison 2, épisode 22) : The Mad Hatter
- 2000 : V.I.P. (saison 2, épisode 19) : Faust
- 2000 : The Hughleys (saison 3, épisode 6) : Warren
- 2000 : Dharma & Greg (saison 4, épisode 7) : Roger
- 2000 : The Geena Davis Show (saison 1, épisode 1) : Walter
- 2000-2001 : Nikki (16 épisodes) : Martine
- 2001 : Charmed (saison 3, épisode 11) : Aames
- 2001 : Voilà ! (saison 5, épisode 15) : Zigmund
- 2001 : Freaky Links (saison 1, épisode 13) : Roger Spence
- 2001 : Kristin (saison 1, épisode 8) : Dinwitty
- 2001-2007 : Preuve à l'appui : Dr Nigel Townsend
- 2006 : Boston Justice (saison 2, épisodes 26 & 27) : Dan Rice
- 2006 : The Minor Accomplishments of Jackie Woodman (saison 1, épisode 5) : Ronnie Ventana
- 2006 : Les Lectures d'une blonde (saison 2, épisode 14) : Tim
- 2007 : Dr House (saison 4, épisode 8) : Flynn
- 2008 : The Middleman (saison 1, épisode 10) : Nicholas Pherides
- 2008 : Chuck (saison 2, épisode 3) : Von Hayes
- 2009 : Monk (saison 7, épisode 15) : Karl Torini / The Great Torini
- 2009 : Drop Dead Diva (saison 1, épisode 9) : Designer en chef Henri Malik de la PDQ
- 2009-2011 : I'm in the Band : Ma vie de rocker (36 épisodes) : Derek Jupiter
- 2010 : The Good Guys (saison 1, épisode 2) : Nigel
- 2011 : Cougar Town (saison 2, épisode 17) : présentateur #1
- 2011 : ICarly : Joey Penna
- 2012 : Leverage (saison 5, épisode 4) : David Lampard
- 2012 : NCIS : Enquêtes spéciales (saison 10, épisode 2) : Miles Wolf
- 2012 : La Loi selon Harry (saison 2, épisode 20) : Tony Trafford
- 2012-2014 : Hot in Cleveland (épisodes 3x11 & 5x15) : Drago & Jay/Joy
- 2013 : Psych : Enquêteur malgré lui (saison 7, épisode 5) : Billy Lips
- 2013 : Warehouse 13 (saison 4, épisode 14) : Val Preston
- 2013 : Anger Management (saison 2, épisodes 3, 33 & 34) : Dr Lesley Moore
- 2013 : Supernatural (saison 9, épisode 5) : Chef Leo
- 2013-2014 : Turbo FAST (saison 1, épisodes 3 & 21) : Baron Von Schwarzhosen
- 2013-2014 : Major Crimes (épisodes 2x10 & 3x13) : Peter Page
- 2014 : Betas (saison 1, épisode 9) : Larry Cavanaugh
- 2014 : Beauty and the Beast (saison 2, épisode 16) : Andrew Martin
- 2014 : Les Experts (série télévisée) (saison 14, épisode 20) : Gary Korlov
- 2014 : The Big Bang Theory (saison 7, épisode 23) : Kenneth
- 2014 : Perception (saison 3, épisode 2) : Dr Napoleon Messier
- 2015 : Mike & Molly (saison 5, épisodes 9 & 13) : Xander Van Xander
- 2015 : One Big Happy (saison 1, épisode 5) : Martin
- 2015 : #doggyblog (saison 3, épisode 21) : Ralph
- 2015 : Blunt Talk (saison 1, épisodes 3 & 4)
- 2016 : Rosewood (saison 1, épisode 19) : Jimmy Amiel
- 2017 : Supergirl (saison 2, épisode 10) : Mad Scientist
- 2018 : Modern Family (saison 9, épisode 17) : Docteur Randy
- 2019 : NCIS : Los Angeles (saison 11, épisode 6) : Frankie Bolton
- 2020-2021 : Mom (saison 8, épisodes 3, 11 & 12) : Rod

##### Téléfilms
- 1999 : Ne regarde pas sous le lit (Don't Look Under the Bed) de Kenneth Johnson : Boogeyman
- 2009 : Les Sorciers de Waverly Place, le film (Wizards of Waverly Place: The Movie) de Lev L. Spiro : Archie
- 2010 : Avalon High, Un Amour Légendaire (Avalon High) de Stuart Gillard : M. Moore
- 2013 : Teen Beach Movie de Jeffrey Hornaday : Les Camembert
- 2013 : Noël au bout des doigts (Santa Switch) de David Cass Jr. : Trevor / Boss
- 2015 : Enquêtes gourmandes : Meurtre quatre étoiles (The Gourmet Detective: A Healthy Place to Die) de Scott Smith : Michael

#### Auteur
- Preuve à l'appui
  - Forget Me Not (2005)

#### Directeur
- I'm in the Band : Ma vie de rocker
  - Ashman Returns (2011)

### Jeux vidéo
- Goosebumps: Escape from Horror land (1995)
- Dragon Age: Origins (2009)... Alistair
- Dragon Age: Origins Awakening (2010)... Alistair
- Dragon Age 2 (2011)... Alistair
- Uncharted 2: Among Thieves (2009)... Harry Flynn
- Clash of the Titans (2010)... Axis
- Star Wars: The Old Republic (2011)... Sith Warrior
- Tesla Effect: A Tex Murphy Adventure (2014)... Le Traducteur/Charles Johanssen
- Dragon Age: Inquisition (2014)... Alistair

### Musique
- Smells Like Fun